# Góra Puławska (gmina)
Góra Puławska – dawna gmina wiejska istniejąca do 1954 roku w woj. kieleckim. Siedzibą władz gminy była Góra Puławska. 
Za Królestwa Polskiego gmina Góra Puławska należała do powiatu kozienickiego w guberni radomskiej. 1 stycznia?/13 stycznia 1870 do gminy przyłączono wsie Trzecianka, Sadłowice i Nasiłów z gminy Oblasy.
W okresie międzywojennym gmina Góra Puławska należała do powiatu kozienickiego w woj. kieleckim. W 1921 miała najwyższy odsetek ludności wyznania ewangelickiego w powiecie kozienickim i całej Ziemi Radomskiej (647 osób).
Po wojnie gmina zachowała przynależność administracyjną. 1 lipca 1952 roku gmina składała się z 19 gromad: Bronowice, Dobrosławów, Góra Puławska, Góra Puławska kol., Jaroszyn, Kajetanów-Łęka, Klikawa, Kochanów, Kowala, Leokadiów, Łęka, Nasiłów, Opatkowice, Piskorów, Polesie, Smogorzów, Tomaszów, Trzcianki i Zarzecze.
Jednostka została zniesiona 29 września 1954 roku wraz z reformą wprowadzającą gromady w miejsce gmin. Po reaktywowaniu gmin 1 stycznia 1973 roku gminy Góra Puławska nie przywrócono, a z jej dawnego obszaru powstała lewobrzeżna część gminy Puławy w powiecie puławskim w województwie lubelskim.